# Quraisch (Sure)
Quraisch (arabisch قريش, DMG Quraisch) ist die 106. Sure des Korans, sie enthält 4 Verse. Ihr Titel bezieht sich auf den ersten Vers. Mit der vorhergehenden Sure Al-Fīl bildet sie eine inhaltliche Einheit.
In beiden Suren wird der Stamm der Quraisch ermahnt, Gott, dem Herrn der Kaaba zu Mekka, zu dienen, d. h. sich dem Islam anzuschließen. Dies ist eines der frühesten Themen des Korans. So gehört diese Sure zu den ersten Korantexten, die in Mekka offenbart wurden.
Der Stamm der Quraisch besaß keine Ländereien und keine Herden. Als Bewohner von Mekka und Hüter der Kaaba, seit alters ein Wallfahrtszentrum, waren die Quraisch tabu für die anderen Stämme, so dass sie ungestört und in Sicherheit ihre winterlichen und sommerlichen Karawanenreisen durchführen und so die Versorgung der Stadtbewohner sichern konnten.
Eine andere Interpretation sieht nicht die Karawanen, sondern hat die Schifffahrt im Blick.
Mit dem Herrn des Hauses im dritten Vers ist Gott als Herr der Kaaba gemeint.